# Isidor Bach
Isidor Bach (* 1. Juli 1849 in Fischach; † 10. April 1946 in Bern) war ein deutscher Unternehmer. Er war der erste erfolgreiche Anwender der Produktion und des Vertriebes von Konfektionsgrößen für Knaben- und Herrenkleidung in Bayern.

## Leben und Werk
Isidor Bach war der Sohn von Sara Deller und Israel Bach. Er heiratete am 25. Dezember 1873 in München Clärchen Selz; ihre Kinder waren Selma, Hugo und Alfred. Isidor Bach absolvierte eine Ausbildung in einem Oettinger Textilhandelshaus in Augsburg und gründete 1871 mit seinem jüngeren Bruder Hermann in Augsburg ein Unternehmen, das Lodenbekleidung in Konfektionsgrößen herstellen ließ und vertrieb.
1880 mietete er die vormalige Gaststätte Unterpollinger in der Sendlinger Straße 5 in München an, wo Hermann Bach eine Filiale leitete. 1881 verlegte Isidor Bach den Geschäftssitz nach München. Er erkannte die Gewinnaussichten der Fabrikherstellung von Kleidung, obwohl im Schneiderhandwerk die Produktionsmittel relativ geringe Investitionskosten erfordern. Neben dem Verlagssystem ließ er in eigenen Werkstätten herstellen.
Basierend auf einer Klage einer Münchner Gewerkschaft wurde seine Fabrik in München am 17. Oktober 1900 von der Gewerbeaufsicht besucht und ein Ordnungsgeld verhängt. So fand ein Hygienereglement Einzug in das Schneidergewerbe, das vorher teilweise im Stör ohne festen Arbeitsplatz ausgeübt wurde.
1887 erwarb die Firma Bach ein Anwesen in der Sendlinger Straße 6, das ein 28 Meter langes Schaufenster für das Detailgeschäft aufnahm. Die Söhne von Isidor Bach, Hugo und Alfred absolvierten eine kaufmännische Ausbildung und waren auch im Betrieb beschäftigt. Hermann Bachs Sohn Carl trat ebenfalls in das Unternehmen ein.
Am 23. November 1903 eröffnete er in der Sendlinger Straße 3 ein Kaufhaus für Knaben- und Herrenbekleidung in einem Gebäude, das durch das Bauunternehmen Hönig & Söldner errichtet wurde. Ludwig III. kam mit Wilhelm Paul Oskar von Branca (* 16. Februar 1870; † 18. September 1958) zu einer Betriebsbesichtigung. 1904 ernannte er Isidor und Hermann Bach zu Königlich bayerischen Kommerzienräten.
Am 9. November 1923 gehörte Isidor Bach zu mindestens 17 Geiseln, welche das Freikorps Oberland während des Hitlerputsches als angesehene Juden über den Hofbräukeller in den Bürgerbräukeller verschleppte.
Vor dem Hintergrund einer gezielten Hetzkampagne der Nationalsozialistischen Deutschen Arbeiterpartei (NSDAP) gegen jüdische Geschäftsinhaber verständigte sich Isidor Bach 1936 mit Johann Konen (* 19. April 1903 in Solingen; † 25. Juni 1989) auf ein Management-Buy-out und migrierte zu seiner Tochter Selma nach Bern. Auch Bachs Sohn Alfred und sein Neffe Carl, die das Unternehmen bis 1936 leiteten, mussten ihre Häuser in der Mauerkircherstraße 55 beziehungsweise am Böhmerwaldplatz 2 zurücklassen und gingen ins Exil.
Bachs Kunstsammlung – darunter 31 Bilder und Stiche, Fayencen, Zinnobjekte, Zunftkrüge, Perserteppiche und Holzskulpturen – wurde 1938 von der Gestapo beschlagnahmt.